# Ana Sofía Reventlow

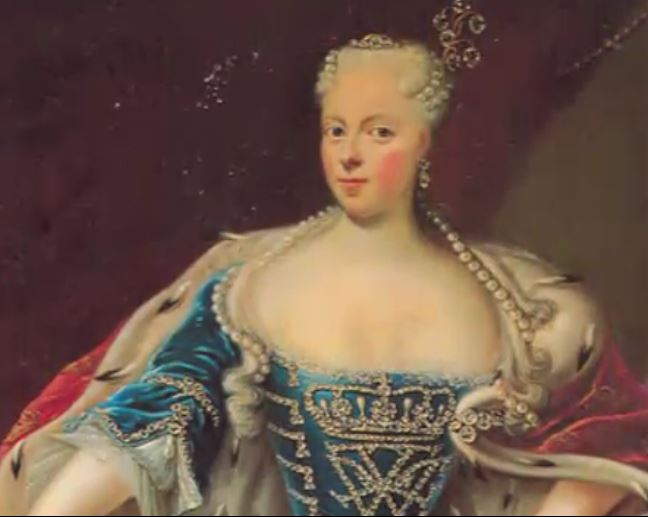
Ana Sofía de Dinamarca y Noruega.

Ana Sofía Reventlow (Castillo de Clausholm, 16 de abril de 1693-ibidem, 7 de enero de 1743), conocida en su país como Anna Sophie af Reventlow, fue reina consorte de Dinamarca y Noruega entre 1721 y 1730, amante y luego segunda esposa del rey Federico IV. Históricamente, ha sido la única reina danesa sin ascendencia real.

## Biografía
Era hija del conde Conrad von Reventlow, un hombre muy cercano al rey Federico IV que había servido como canciller de Dinamarca entre 1699 y 1708. Los Reventlow eran una familia noble de orígenes dano-alemanes.
Ana Sofía inició en 1711 una relación de concubinato con el rey cuando aún vivía la esposa de éste, la reina Luisa de Mecklemburgo-Güstrow. El rey coincidió con la joven en Koldinghus en 1712, cuando por causas de la peste en Copenhague estableció su corte en esa ciudad. Iniciada su relación, Federico se llevó a Ana Sofía de su hogar familiar en Clausholm, y el 26 de junio de 1712 se casó con ella en secreto, sin haberse divorciado de la reina Luisa. No era la primera relación de Federico con una mujer que no era su esposa, ya que había contraído previamente uno o más matrimonios morganáticos, cometiendo poligamia. Ana Sofía fue llamada por el rey "duquesa de Schleswig", uno de los títulos que el monarca ostentaba, y se mudó a Copenhague. 
La reina Luisa falleció el 15 de marzo de 1721, y el 4 de abril el rey se casó oficialmente con Ana Sofía. La joven se convirtió así en reina de Dinamarca y Noruega. Su boda levantó un gran escándalo en Dinamarca, porque la nueva reina no se emparentaba con ninguna realeza europea, algo opuesto a la costumbre de la época. 
A su impopularidad se agregó la enemistad con los hijos de Luisa, algo que fracturó a la familia real. El príncipe heredero Cristián (el futuro Cristián VI) detestaba a su nueva madrastra, y los príncipes Carlos y Sofía Eduviges, hermanos de Federico IV, abandonaron Copenhague. Ana Sofía tuvo tres hijos, pero ninguno alcanzó una edad mayor de un año. No se sabe si la reina tuvo algún poder político, pero varios de sus parientes, conocidos popularmente como "la pandilla Reventlow", alcanzaron bastante influencia en el gobierno.
Tras la muerte de Federico IV en 1730, Ana Sofía se retiró a su finca familiar en Clausholm, en Jutlandia. Pese a que su marido le había otorgado una herencia significativa, el nuevo rey Cristián VI desconoció el testamento y le arrebató a la viuda la mayor parte de su herencia. Ana Sofía no volvió a entablar relación con la corte, aunque conservó su título de reina y recibió una modesta pensión. Falleció en Clausholm en 1743.
| Predecesor: Luisa de Mecklemburgo-Güstrow | Reina consorte de Dinamarca y Noruega 4 de abril de 1721-12 de octubre de 1730 | Sucesor: Sofía Magdalena de Brandeburgo-Kulmbach |

- Datos: Q237745
- Multimedia: Anne Sophie Reventlow / Q237745